# CBS
CBS (akronym původního názvu Columbia Broadcasting System) je americká komerční televizní síť, která je vlajkovou lodí společnosti Paramount Global. Sídlí v budově CBS Building v New Yorku s hlavními studii v New Yorku (CBS Broadcast Center) a Los Angeles (CBS Television City a CBS Studio Center).
CBS provozuje také rádiovou síť CBS Radio, která v dnešní době poskytuje hlavně přehled zpravodajství. Televizní síť vlastní více než 240 řízených a přidružených televizních stanic po celých Spojených státech.

## Charakteristika
CBS je někdy označována jako „Eye Network“ (v češtině „Oko“), díky svému legendárnímu logu, které se používá od roku 1951. Byla také nazývána Tiffany Network, protože byla spojována s vysokou kvalitou televizní nabídky pod vedením Williama S. Paleyho. Tento název ovšem může odkazovat na jedno z prvních vysílání barevné televize v USA, které se konalo v budově společnosti Tiffany & Co. v New Yorku v roce 1950.

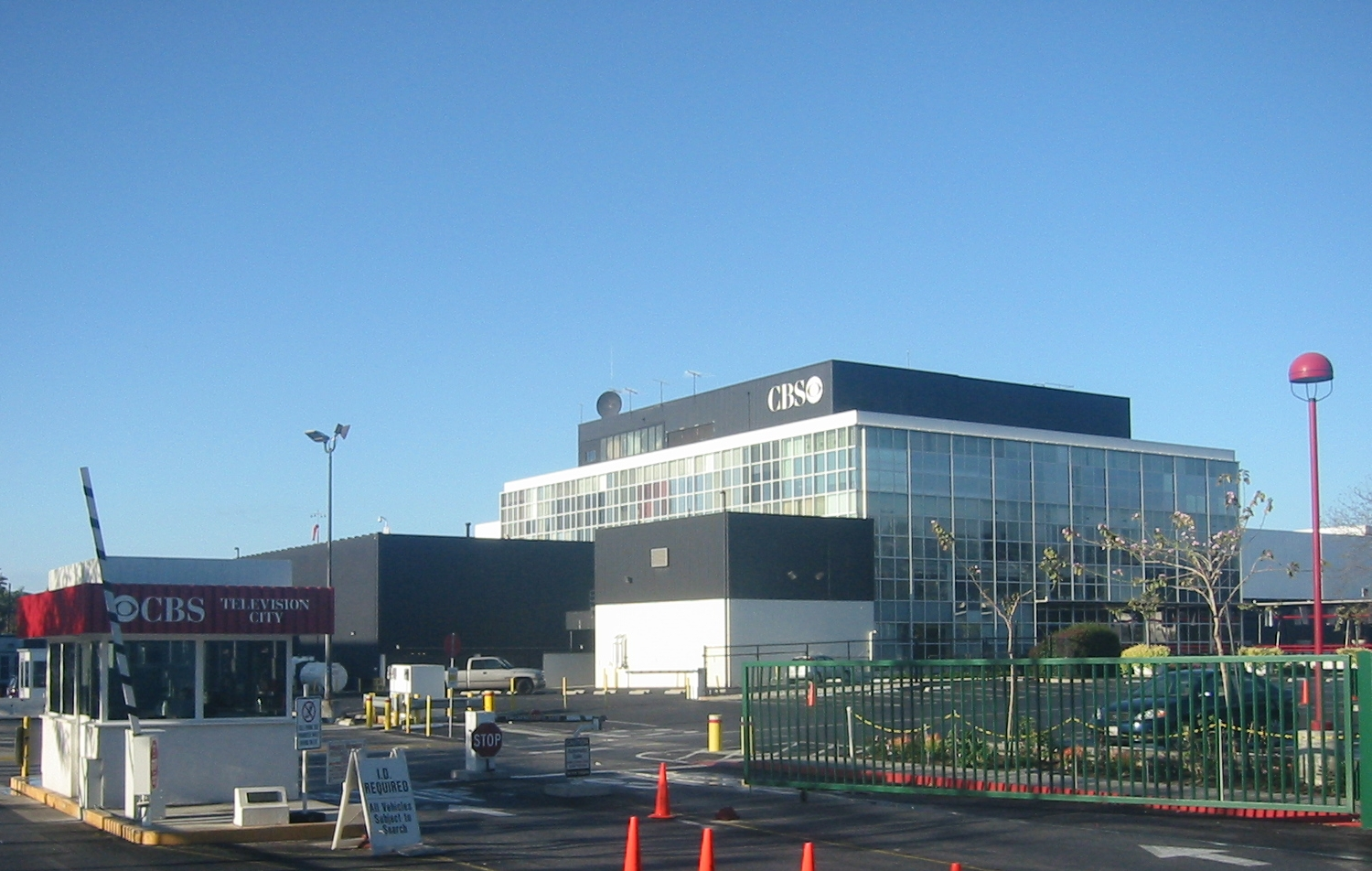
CBS Television City v Los Angeles

Stanice se podle pozorovatelů vyznačuje levicovým politickým zaměřením. V roce 2001 napsal její bývalý dlouholetý reportér Bernard Goldberg knihu Jak novináři manipulují: Stanice CBS očima svého bývalého reportéra (v originále Bias: A CBS Insider Exposes How the Media Distort the News), ve které kritizuje až nenávistnou protipravicovou a protikonzervativní politickou zaujatost této stanice a manipulaci s fakty ve prospěch tzv. politické korektnosti.

## Aktuální program

CBS Eyemark

### Zpravodajství
- CBS Evening News (1948)
- Face the Nation (1954)
- 60 Minutes (1968)
- CBS News Sunday Morning (1979)
- CBS Morning News (1982)
- CBS This Morning (1987–99; 2012)
- 48 Hours (1988)
- CBS Overnight News (2015)
- CBSN: On Assignment (2017)

### Talk-shows
- The Talk (2010)
- The Late Late Show with James Corden (2015)
- The Late Show with Stephen Colbert (2015)

### Soap opery
- Mladí a neklidní (1973)
- Báječní a bohatí (1987)

### Dramata
- Námořní vyšetřovací služba (2003)
- Námořní vyšetřovací služba L. A. (2009)
- Spravedlnost v krvi (2010)
- Námořní vyšetřovací služba: New Orleans (2014)
- Bull (2016)
- MacGyver (2016)[4][5]
- Tým SEAL (2017)
- S.W.A.T. (2017)
- FBI (2018)
- Magnum P.I. (2018)
- Blood & Treasure (2019)[6]
- All Rise (2019)
- Evil (2019)
- FBI: Most Wanted (2020)
- Star Trek: Discovery (2020)

### Sitcomy
- Máma (2013)
- Malý Sheldon (2017)
- The Neighborhood (2018)
- Bob Hearts Abishola (2019)
- The Unicorn (2019)
- One Day at a Time (2020)
- B Positive (2020)

### Reality show
- Velký bratr (2000)
- Kdo přežije (2000)
- Amazing Race: O milion kolem světa (2001)
- Šéf v utajení USA (2010)
- Love Island (2019)
- Tough as Nails (2020)
- The Greatest #AtHome Videos (2020)

### Soutěžní pořady
- The Price Is Right (1972)
- Let's Make a Deal (2009)

### Ocenění
- Cena Grammy (1973)
- Kennedy Center Honors (1978)
- Cena Tony (1997)
- Academy of Country Music Awards (1998)

## Připravující programy

### Drama
- The Equalizer (2020–21)
- Clarice (2020–21)
- CSI: Vegas

### Reality show
- Come Dance With Me